# ミスター6号
ミスター6号（ミスターろくごう、2001年12月12日 - ）は、日本のプロレスラー。

## 経歴
2006年5月27日、名古屋へなちょこプロレスにてvs学級委員青山君戦でデビュー。当時4歳で、それまでのちびミヤマ仮面の5歳を抜いて日本プロレス界歴代最年少デビューとなった。史上初の21世紀生まれレスラーである。
その後、スポルティーバエンターテイメントに移籍し、愛知県外での活動を本格化。DDTなど主力インディー団体で、大人のレスラー、格闘家、さらには変態（中澤マイケル）などを相手に試合をし、注目を浴びることとなる。並行して全国少年少女レスリング大会にも出場し、小学2年生の時には全国大会の22kg級で優勝した。
2009年8月8日、DDT新木場大会（ビアガーデンプロレス・ケニー・オメガプロデュースデー）、さくらえみと組み、アイスリボン所属の（当時）小学生レスラー・りほと対戦し、白熱した試合を繰り広げる。
2010年6月13日のDDT後楽園ホール大会「ベストオブスーパーどインディー」に、りほと組んで参加、最終戦で飯伏幸太・ケニー・オメガ組をオーバーザトップロープで破り優勝。
同日、ケニー・オメガとりほで、マッスル坂井らの持つ日本海6人タッグ選手権王座に挑戦し勝利。王座奪取に成功すると共に、両国大会での6人タッグ三冠戦への参戦が決定する。
7月25日、DDT「両国ピーターパン2010 〜夏休み ああ夏休み 夏休み〜」で6人タッグ統一戦に勝利。オメガに代わりグレート小鹿がパートナーになり、「60歳差」トリオとして話題になった。
以降、プロレスラーとして表には出ておらず、2014年中学生になり野球部に所属したことを発表した。
2015年12月、スポルティーバエンターテイメントから、親の佐藤泰、兄の佐藤力と共に正式退団し、プロレス活動を休業した。

## タイトル歴
- 日本海6人タッグ王座（第2代＆第3代。パートナーはケニー・オメガとりほ→7月25日DDT両国大会での飯伏幸太vs丸藤正道戦中止に伴うカード変更により、ケニーから大日本プロレス・グレート小鹿に譲渡されりほとともに第3代王座に認定される。）
- UWA世界6人タッグ王座（第42代。パートナーはグレート小鹿とりほ）
- 自由が丘広小路会認定6人タッグ王座（第6代。パートナーはグレート小鹿とりほ）
  - DDT「両国ピーターパン2010 〜夏休み ああ夏休み 夏休み〜」にて、UWA・自由が丘広小路会認定・日本海の6人タッグ3冠統一戦にて勝利し6人タッグ3冠王者となる。

## 得意技
オーソドックスかつクラシカルな正統派レスリングを得意としつつ、スポルティーバ移籍後は空中技も習得。
- トペ・スイシーダ
- ラ・ケブラーダ
- ウラカン・ラナ
- デジャブ